# Leucania
Leucania är ett släkte av fjärilar som beskrevs av Ferdinand Ochsenheimer 1816. Leucania ingår i familjen nattflyn, Noctuidae.

## Dottertaxa tillLeucania, i alfabetisk ordning[2][1]
- Leucania abiadensis   Strand, 1915
- Leucania acurata   Philpott, 1917
- Leucania adjuta   Grote, 1874
- Leucania aenictopa   Fletcher, 1961
- Leucania affinis   Warnecke, 1929
- Leucania agnata   Draudt, 1950
- Leucania albifasciata   Hampson, 1905
- Leucania albimacula   Gaede, 1916
- Leucania albistigma   Moore, 1881
- Leucania albistriga   Maassen, 1890
- Leucania albivenata   Swinhoe, 1890
- Leucania alboradiata   Hampson, 1905
- Leucania angustipennis   Saalmüller, 1891
- Leucania ankaratra   Rungs, 1955
- Leucania arcupunctata   Maassen, 1890
- Leucania arizanensis   Wileman, 1915
- Leucania atrimacula   Hampson, 1902
- Leucania atrinota   Hampson, 1905
- Leucania atrisignata   Hampson, 1918
- Leucania atritorna   Hampson, 1911
- Leucania badia   Maassen, 1890
- Leucania bifasciata   Moore, 1888
- Leucania biforis   Draudt, 1924
- Leucania binigrata   Warren, 1912
- Leucania brantsii   Snellen, 1872
- Leucania byssina   Swinhoe, 1886
- Leucania caelebs   Grünberg, 1910
- Leucania calidior   Forbes, 1936
- Leucania camuna   Turati, 1915
- Leucania carnea   Draudt, 1924
- Leucania celebensis   Tams, 1935
- Leucania chejela   Schaus, 1921
- Leucania cholica   Dyar, 1919
- Leucania cinereicoli   Walker, 1858
- Leucania circulus   Saalmüller, 1880
- Leucania cirphidoides   Poole, 1989
- Leucania clara   Draudt, 1924
- Leucania clarescens   Möschler, 1890
- Leucania clavifera   Hampson, 1907
- Leucania colorata   Dognin, 1914
- Leucania comma   Linnaeus, 1761   Kommatecknat gräsfly
  - Leucania comma rhodocomma   Püngeler, 1900
- Leucania commoides   Guenée, 1852
- Leucania compta   Moore, 1881
- Leucania continentalis   Berio, 1962
- Leucania coreana   Matsumura, 1926
- Leucania corrugata   Hampson, 1894
- Leucania cuneilinea   Draudt, 1950
- Leucania curvilinea   Hampson, 1891
  - Leucania curvilinea subpallida   Warren, 1913
- Leucania dasycnema   Turner, 1912
- Leucania decaryi   Boursin & Rungs, 1952
- Leucania denticula   Hampson, 1893
- Leucania designata   Walker, 1856   Synonym till Leucania loreyi
- Leucania dharma   Moore, 1881
- Leucania diagramma   Bethune-Baker, 1905
- Leucania diatrecta   Butler, 1886
- Leucania disciliena   Draudt, 1950
- Leucania duplex   Rungs, 1955
- Leucania elisa   Berio, 1962
- Leucania epieixelus   Rothschild, 1920
- Leucania exclamans   Berio, 1973
- Leucania eyre   Schaus, 1938
- Leucania ezrani   Schaus, 1938
- Leucania fagani   Schaus, 1938
- Leucania falklandica   Butler, 1893
- Leucania fallaciosa   Rungs, 1955
- Leucania farcata   Grote, 1881
- Leucania februalis   Hill, 1924
- Leucania flavalba   Berio, 1970
- Leucania foranea   Draudt, 1950
- Leucania fortunata   Pinker, 1961
- Leucania fragilis   Butler, 1883
- Leucania funerea   Philpott, 1927
- Leucania goniosigma   Hampson, 1905
- Leucania graditornalis   Berio, 1970
- Leucania grammadora   Dyar
- Leucania guascana   Schaus, 1938
- Leucania hamata   Wallengren, 1856
- Leucania hampsoni   Schaus, 1940
- Leucania hartii   Howes, 1914
- Leucania haywardi   Köhler, 1947
- Leucania heimi   Rungs, 1955
- Leucania herrichi   Herrich-Schäffer, 1845
- Leucania hildrani   Schaus, 1938
- Leucania humidicola   Guenée, 1852
- Leucania hypocapna   Joannis, 1932
- Leucania hypophaea   Hampson, 1905
- Leucania ignita   Hampson, 1905
- Leucania imbellis   Staudinger, 1888
- Leucania imperfecta   Smith, 1894
- Leucania incognita   Barnes & McDunnough, 1918
- Leucania inconspicua   Herrich-Schäffer, 1868
- Leucania indica   Roepke, 1938
- Leucania inermis   Forbes, 1936
- Leucania infatuans   Franclemont, 1972
- Leucania infrargyrea   Saalmüller, 1891
- Leucania inouei   Sugi, 1965
- Leucania insecuta   Walker, 1865
- Leucania insueta   Guenée, 1852
- Leucania insularis   Butler, 1880
- Leucania insulicola   Guenée, 1852
- Leucania irregularis   Walker, 1857
- Leucania irrorata   Moore, 1888
- Leucania jaliscana   Schaus, 1898
- Leucania joannisi   Boursin & Rungs, 1952
  - Leucania joannisi arbia   Boursin & Rungs, 1952
- Leucania kuyaniana   Matsumura, 1929
- Leucania lacteicolor   Rothschild, 1914
- Leucania lacteola   Christoph, 1893
- Leucania lacticinia   Dognin, 1914
- Leucania laevusta   Berio, 1955
- Leucania laniata   Hampson, 1898
- Leucania lasiomera   Hampson, 1905
- Leucania latericia   Holloway, 1979
- Leucania latiuscula   Herrich-Schäffer, 1868
- Leucania leucophlebia   Hampson, 1918
- Leucania leucosphaenoides   Berio, 1962
- Leucania leucosphenia   Bethune-Baker, 1905
- Leucania leucospila   Hampson, 1918
- Leucania leucosta   Lower, 1901
- Leucania lilloana   Köhler, 1947
- Leucania linda   Franclemont, 1952
- Leucania lindigi   Felder, 1874
- Leucania longivittata   Berio, 1940
- Leucania loreyi   Duponchel, 1827   Migrantgräsfly
- Leucania macellaria   Draudt, 1950
- Leucania macellaria   Draudt, 1924
- Leucania macoya   Schaus, 1921
- Leucania madensis   Berio, 1955
- Leucania mediolacteata   Berio, 1941
- Leucania megaproctis   Hampson, 1905
- Leucania metalampra   Hampson, 1918
- Leucania metaphaea   Hampson, 1905
- Leucania metargyria   Rothschild, 1915
- Leucania miasticta   Hampson, 1918
- Leucania microgonia   Hampson, 1905
- Leucania microsticha   Hampson, 1905
- Leucania minorata   Smith, 1894
  - Leucania minorata rubripallens   Smith, 1902
- Leucania mocoides   Dognin, 1897
- Leucania modesta   Moore, 1881
- Leucania moorei   Swinhoe
- Leucania multipunctata   Druce, 1889
- Leucania multipunctata   Hampson, 1918
- Leucania munroi   Calora, 1966
- Leucania murcida   Wallengren, 1875
- Leucania nabalua   Holloway, 1976
- Leucania nainica   Moore, 1881
- Leucania nebulosa   Hampson, 1902
- Leucania niveilinea   Schaus, 1894
- Leucania noacki   Boursin, 1967
- Leucania obscura   Moore, 1882
- Leucania obsoleta   Hübner, 1827   Prickgräsfly
- Leucania obusta   Guenée, 1852
- Leucania opalisans   Draudt, 1924
- Leucania ossicolor   Warren, 1912
- Leucania palaestinae   Staudinger, 1897
- Leucania panarista   Fletcher, 1963
- Leucania pastea   Hampson, 1905
- Leucania perstriata   Hampson, 1909
- Leucania perstrigata   Dyar, 1910
- Leucania petulans   Draudt, 1928
- Leucania phaea   Hampson, 1902
- Leucania phaeoneura   Hampson, 1913
- Leucania pinna   Saalmüller, 1891
- Leucania polemusa   Swinhoe, 1885
- Leucania polysticha   Turner, 1902
- Leucania polystrota   Hampson, 1905
- Leucania pseudoformosana   Robinson, 1975
- Leucania punctosa   Treitschke, 1825
- Leucania punctulata   Wallengren, 1856
- Leucania putrescens   Geyer, 1827
  - Leucania putrescens vallettai   Boursin, 1952
- Leucania putrida   Staudinger, 1889
- Leucania pyrastis   Hampson, 1905
- Leucania pyrausta   Hampson, 1913
- Leucania quadricuspidata   Wallengren, 1856
- Leucania remota   Staudinger, 1899
- Leucania respersa   Berio, 1974
- Leucania reticulata   Berio, 1962
- Leucania rhodopsara   Turner, 1911
- Leucania rivorum   Guenée, 1852
- Leucania rosea   Möschler, 1880
- Leucania roseilinea   Walker, 1862
- Leucania roseivena   Draudt, 1924
- Leucania roseorufa   Joannis, 1928
- Leucania rubrisecta   Hampson, 1905
- Leucania rufistrigosa   Moore, 1881
- Leucania rufotumata   Draudt, 1950
- Leucania sanguinis   Berio, 1962
- Leucania sarcistis   Hampson, 1905
- Leucania sarcophaea   Hampson, 1905
- Leucania scirpicola   Guenée, 1852
- Leucania scottii   Butler, 1886
- Leucania secta   Herrich-Schäffer, 1868
- Leucania semiusta   Hampson, 1891
- Leucania seteci   Dyar, 1914
- Leucania sigma   Draudt, 1950
- Leucania simillima   Walker, 1862
- Leucania simplaria   Saalmüller, 1891
- Leucania simplex   Beutelspacher, 1984
- Leucania socorrensis   Dognin, 1911
- Leucania striata   Leech, 1900
- Leucania striguscula   Dyar, 1913
- Leucania substriata   Yoshimatsu, 1987
- Leucania sumatrana   Swinhoe, 1915
- Leucania taiwana   Wileman, 1912
- Leucania tangala   Felder, 1874
- Leucania tincta   Walker, 1858
- Leucania transversata   Draudt, 1950
- Leucania tricuspis   Draudt, 1950
- Leucania tritonia   Hampson, 1905
- Leucania uda   Guenée, 1852
- Leucania umbrigera   Saalmüller, 1891
  - Leucania umbrigera palaeartica   Boursin & Rungs, 1952
- Leucania uniformis   Moore, 1881
- Leucania ursula   Forbes, 1936
- Leucania usta   Hampson, 1902
- Leucania vana   Swinhoe, 1885
- Leucania velva   Schaus, 1921
- Leucania venalba   Moore, 1867
- Leucania viettei   Rungs, 1955
- Leucania villalobosi   Beutelspacher, 1984
- Leucania vittata   Hampson, 1891
- Leucania xanthosticha   Turner, 1911
- Leucania yu   Guenée, 1852
- Leucania zeae   Duponchel, 1827

## Bildgalleri

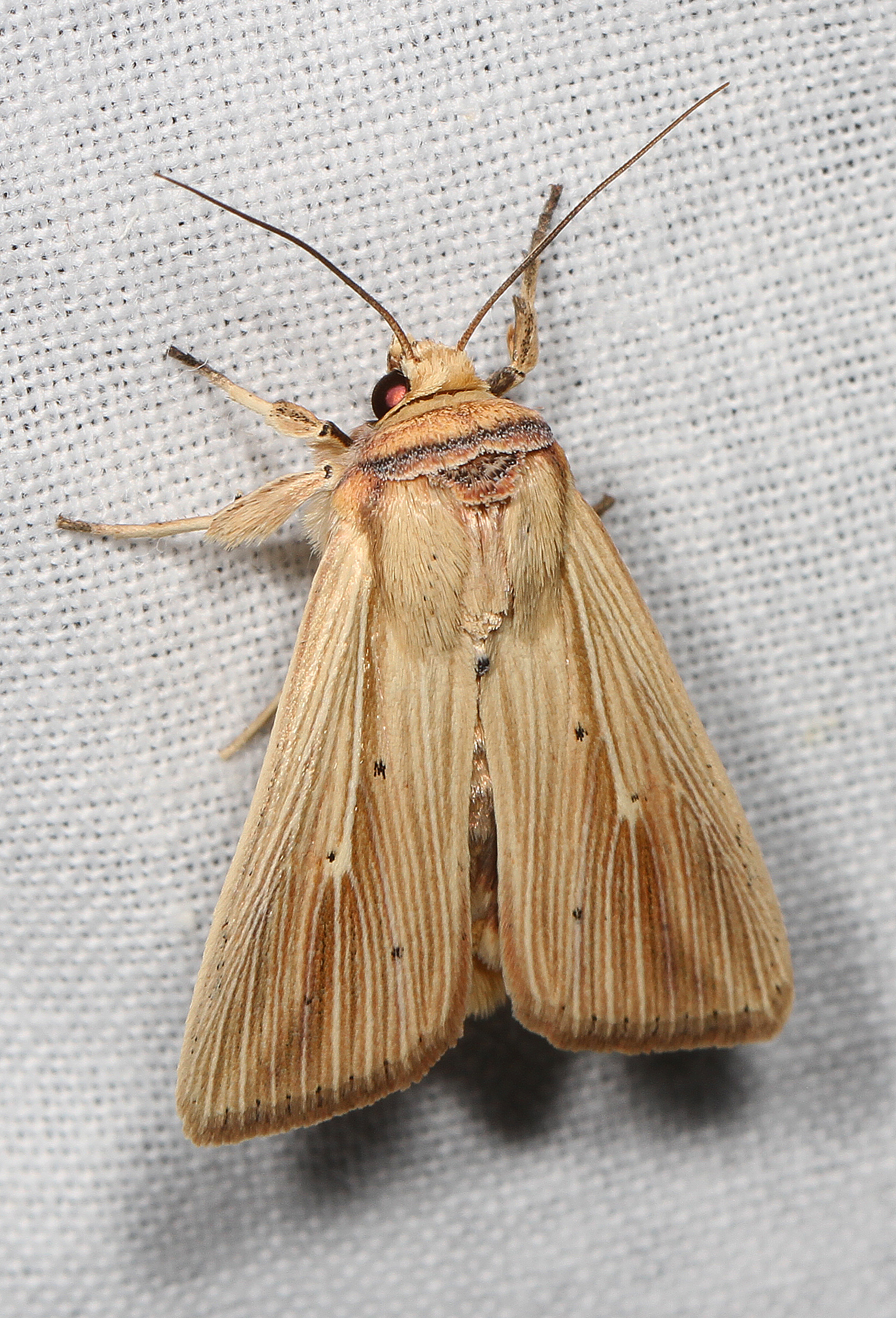
Leucania adjuta
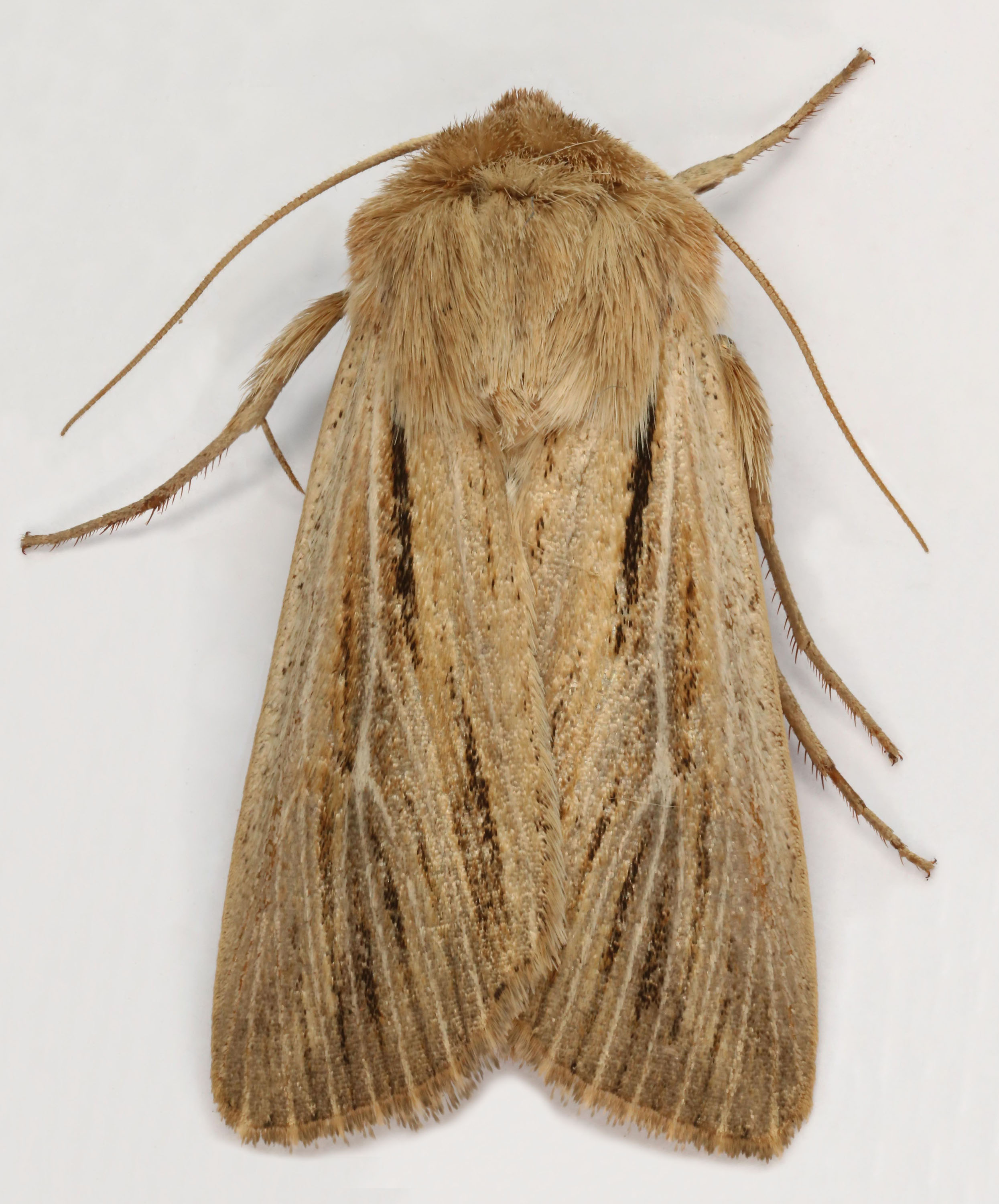
Kommatecknat gräsfly Leucania comma
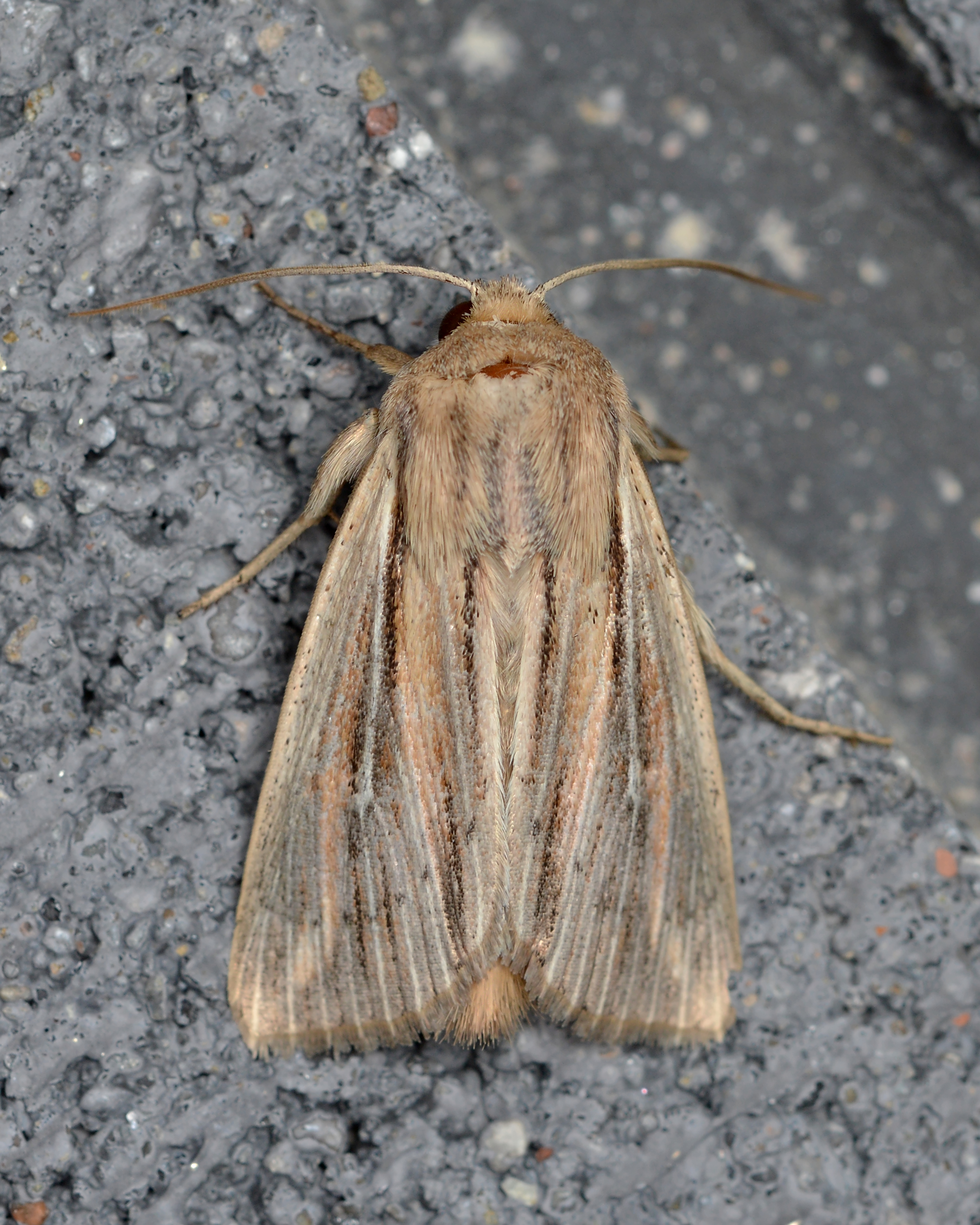
Leucania commoides
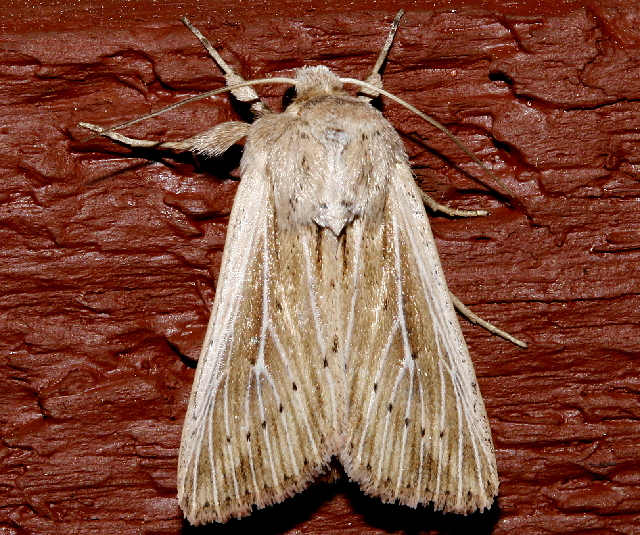
Leucania dia
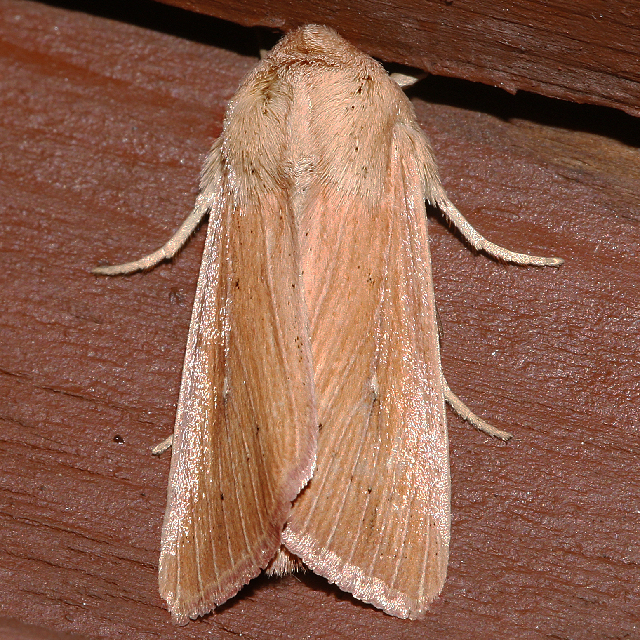
Leucania farcata
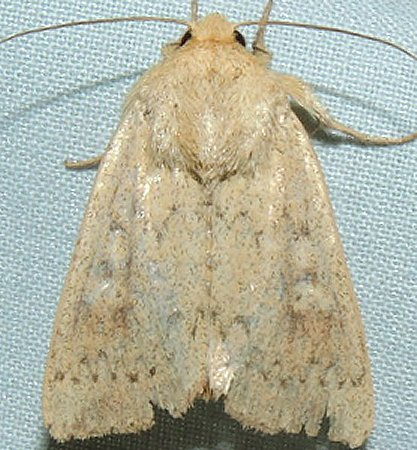
Leucania inermis
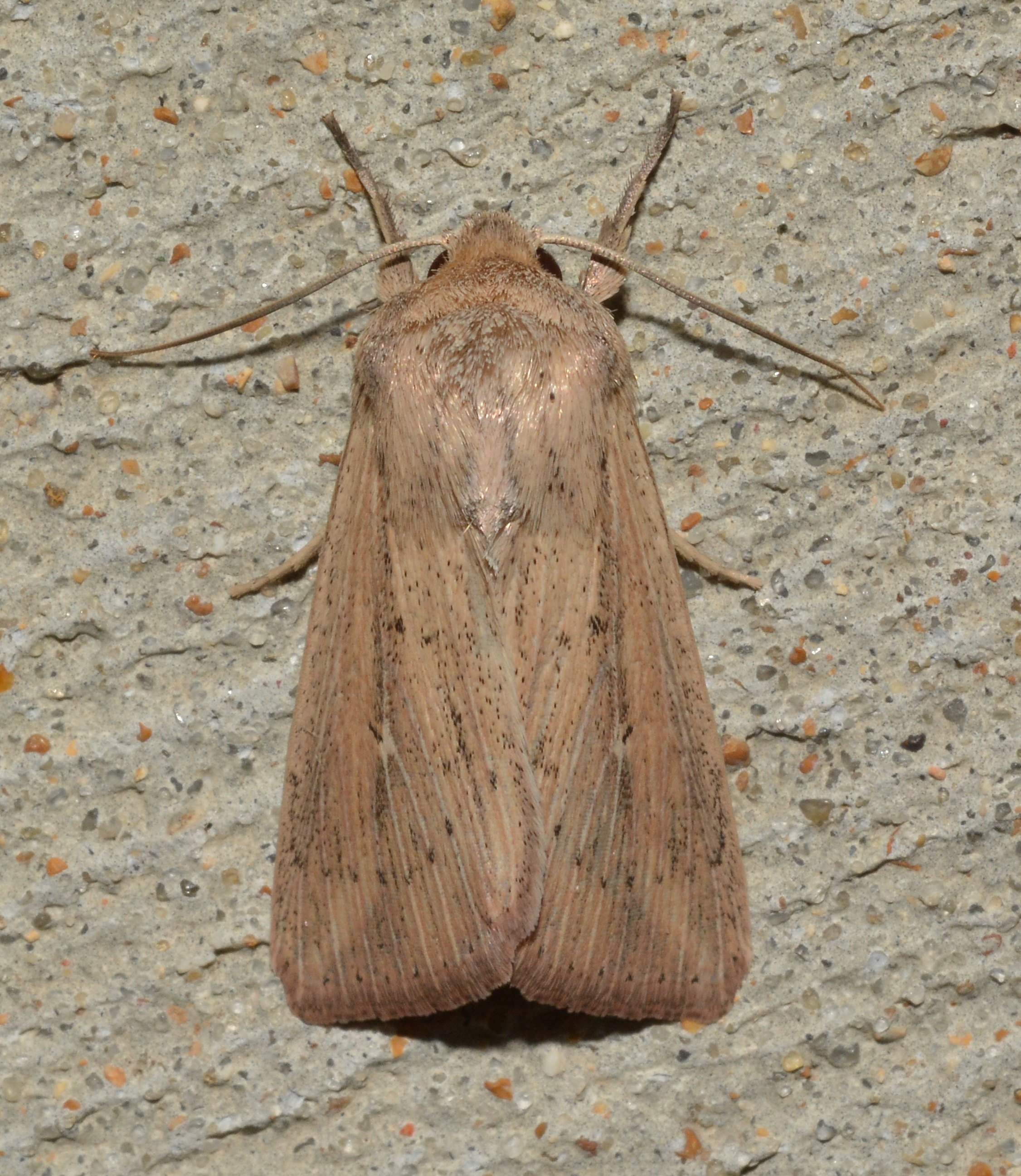
Leucania linda
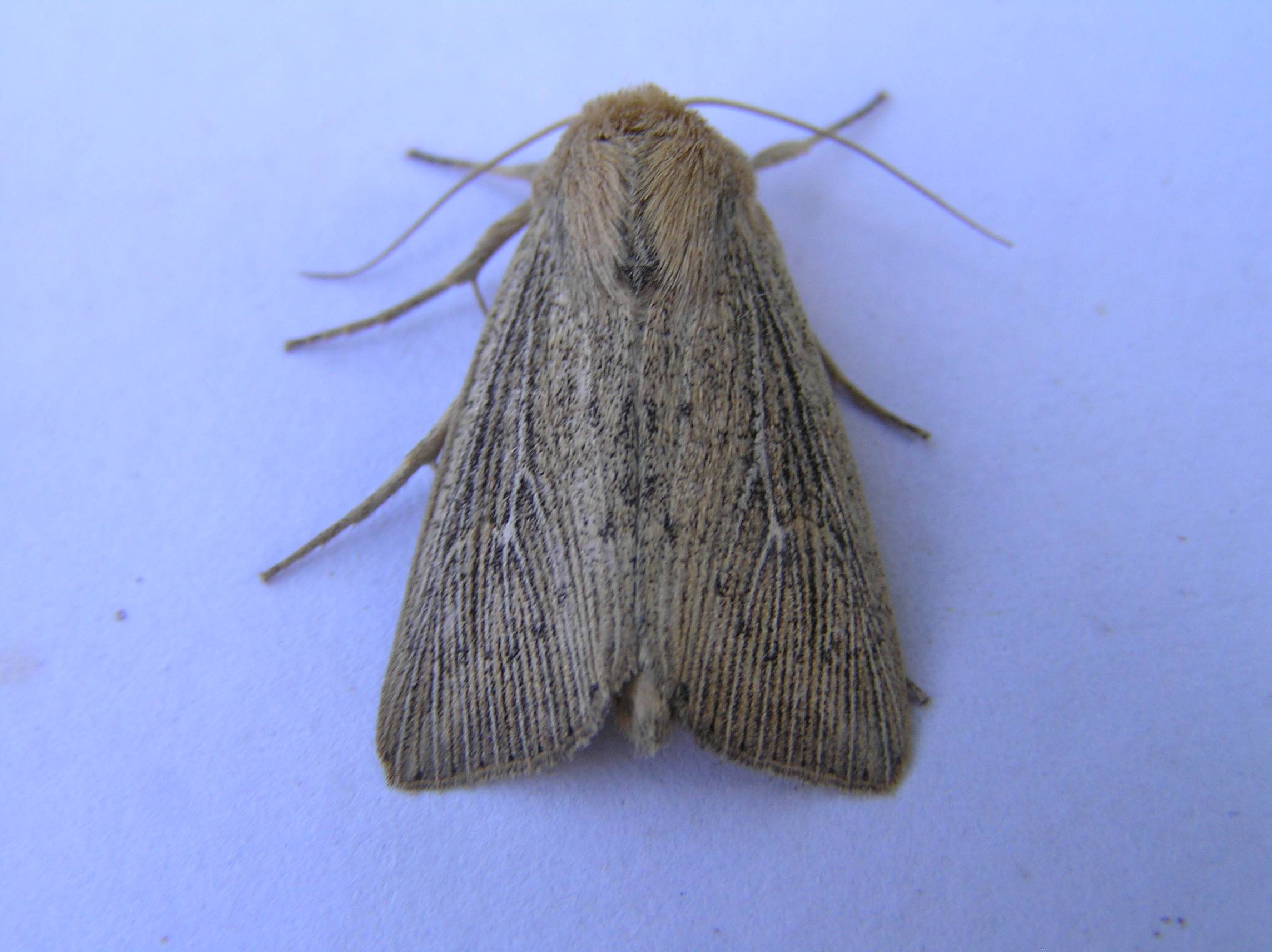
Prickgräsfly Leucania obsoleta
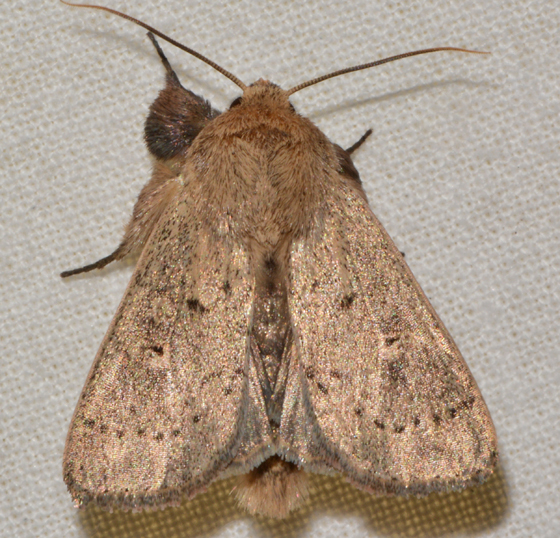
Leucania pseudargyria
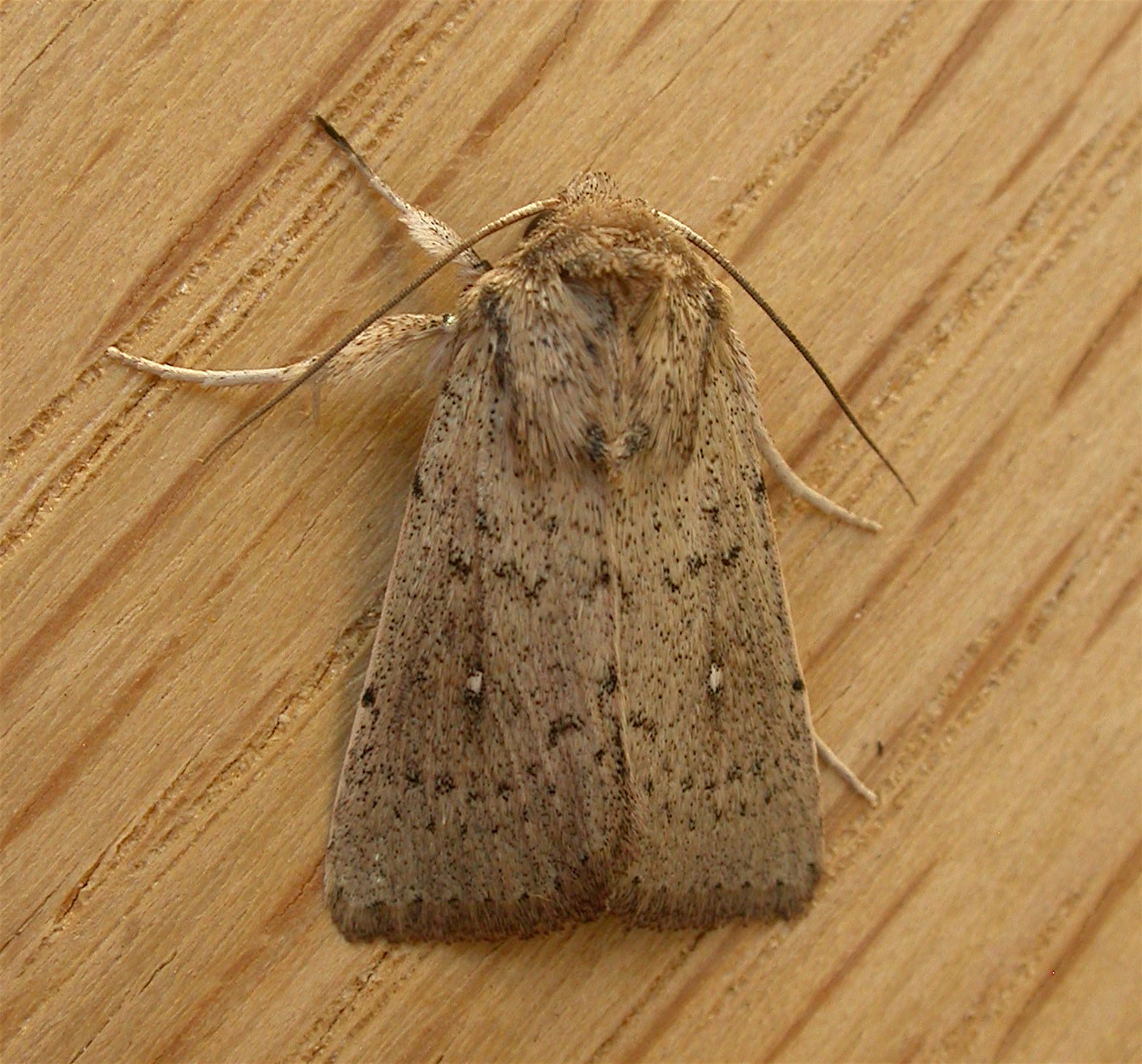
Leucania uda
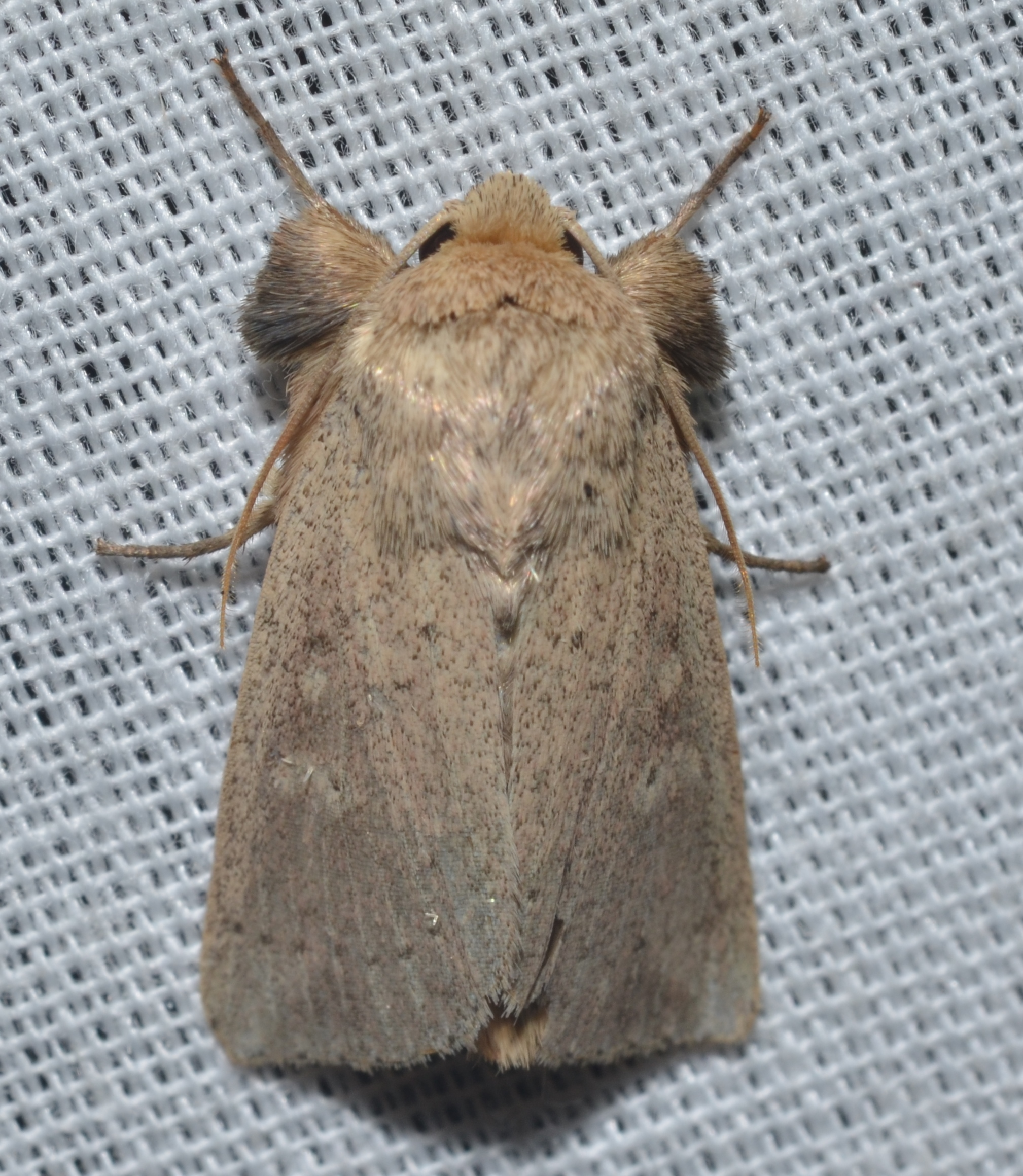
Leucania ursula
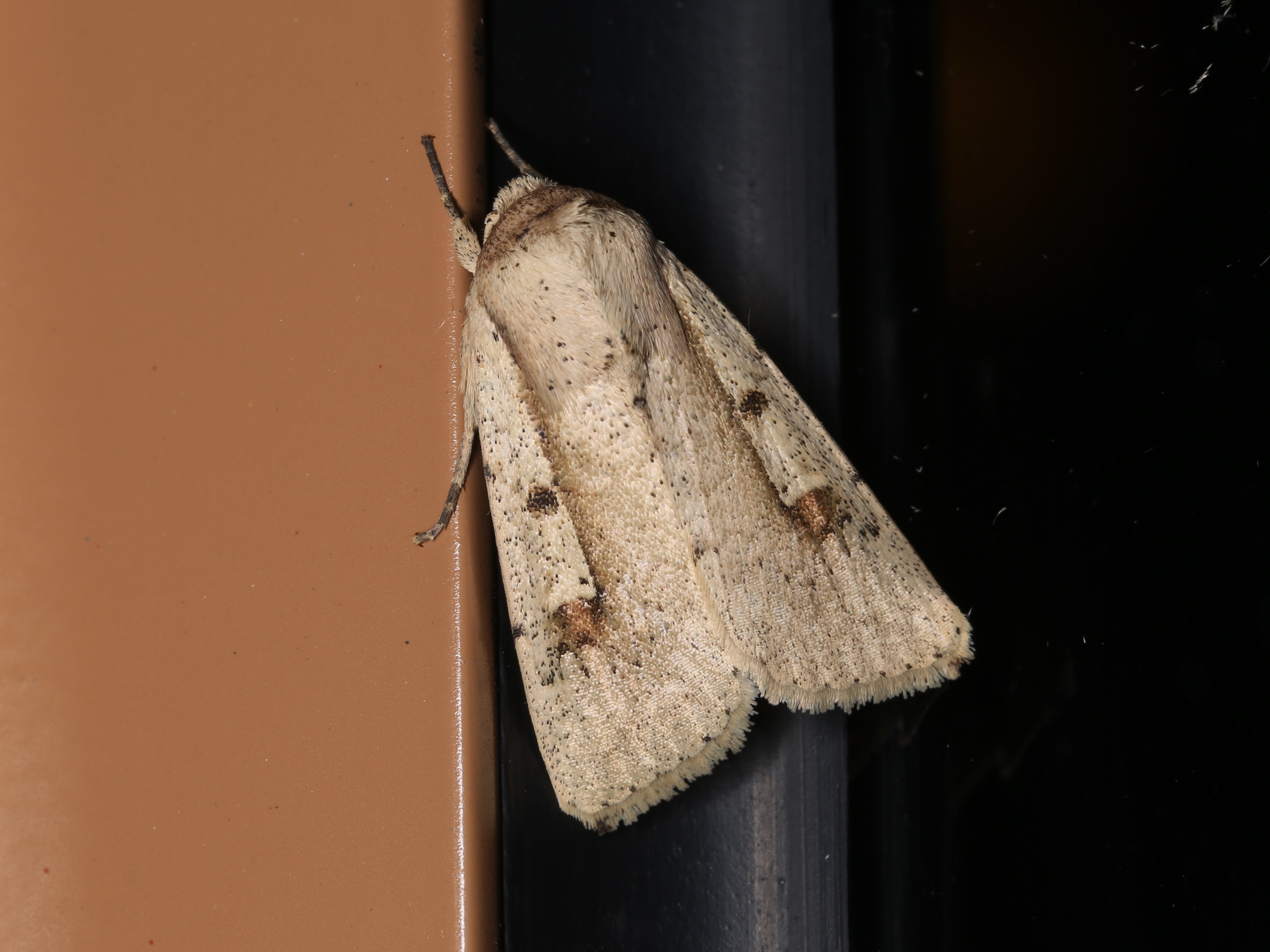
Leucania yu